# Volgelsheim
Volgelsheim é uma comuna francesa na região administrativa de Grande Leste, no departamento Alto Reno. Estende-se por uma área de 8,64 km². Em 2010 a comuna tinha 2 713 habitantes (densidade: 314 hab./km²).